# Porreiras
Porreiras ist ein Ort und eine ehemalige Gemeinde (Freguesia) im nordportugiesischen Kreis Paredes de Coura. Die Gemeinde hatte 95 Einwohner (Stand 30. Juni 2011).
Am 29. September 2013 wurden die Gemeinden Porreiras und Insalde zur neuen Gemeinde União das Freguesias de Insalde e Porreiras zusammengeschlossen.